# Entoloma subg. Alboleptonia
Entoloma subg. Alboleptonia, auch Weiß-Zärtlinge oder Zärtlinge genannt, ist eine Untergattung der Rötlinge, die in die drei Sektionen Alboleptonia, Cephalotricha und Roseicaules gegliedert ist.
Die Typusart ist der Milchweiße Zärtling (Entoloma sericellum).

## Merkmale
Die Fruchtkörper besitzen einen helmlings- oder rüblingsartigen Habitus und weiße, blass gelbliche oder pinke Farben. Die Huthaut ist eine Cutis mit Übergängen zu einem Trichoderm.

## Systematik
Im Jahre 1970 beschrieben David Lee Largent und R.G. Benedict die Gattung Alboleptonia. Henri Romagnesi kombinierte das Taxon 1979 – die Publikation aus dem Vorjahr war ungültig – als Untergattung der Gattung Rhodophyllus um. Im selben Jahr integrierte Machiel E. Noordeloos das Taxon schließlich als Untergattung in die Gattung Entoloma.

### SektionAlboleptonia
Die Sektion Alboleptonia umfasst weiße bis blass gelbe Fruchtkörper, deren Hyphensepten Schnallen aufweisen.
- Gelbweißer Zärtling – Entoloma olorinum (Romagnesi & J. Favre 1938) Noordeloos 1979
- Glasiger Zärtling – Entoloma percandidum Noordeloos 1982
- Milchweißer Zärtling – Entoloma sericellum (Fries 1818 : Fries 1821) P. Kummer 1871

### SektionCephalotricha
Die Sektion Cephalotricha umfasst weiße Fruchtkörper mit kopfigen Haaren an Hut und Stiel. Die Septen der Hyphen haben keine Schnallen. Nur eine Art.
- Kopfighaariger Zärtling – Entoloma cephalotrichum (P.D. Orton 1960) Noordeloos 1979

### SektionRoseicaules
Die Sektion Roseicaules umfasst Fruchtkörper mit pinken Farbtönen. Die Hyphensepten besitzen Schnallen.
- Ritas Rötling – Entoloma ritae Wölfel & Noordeloos 1997